# Hanns Pfaffinger
Hanns Pfaffinger, auch Hans, Hannß sowie Pfeffinger oder Pfäffinger, (bl. 1322) war ein Mitglied des Geschlechts der Pfaffinger.

## Leben

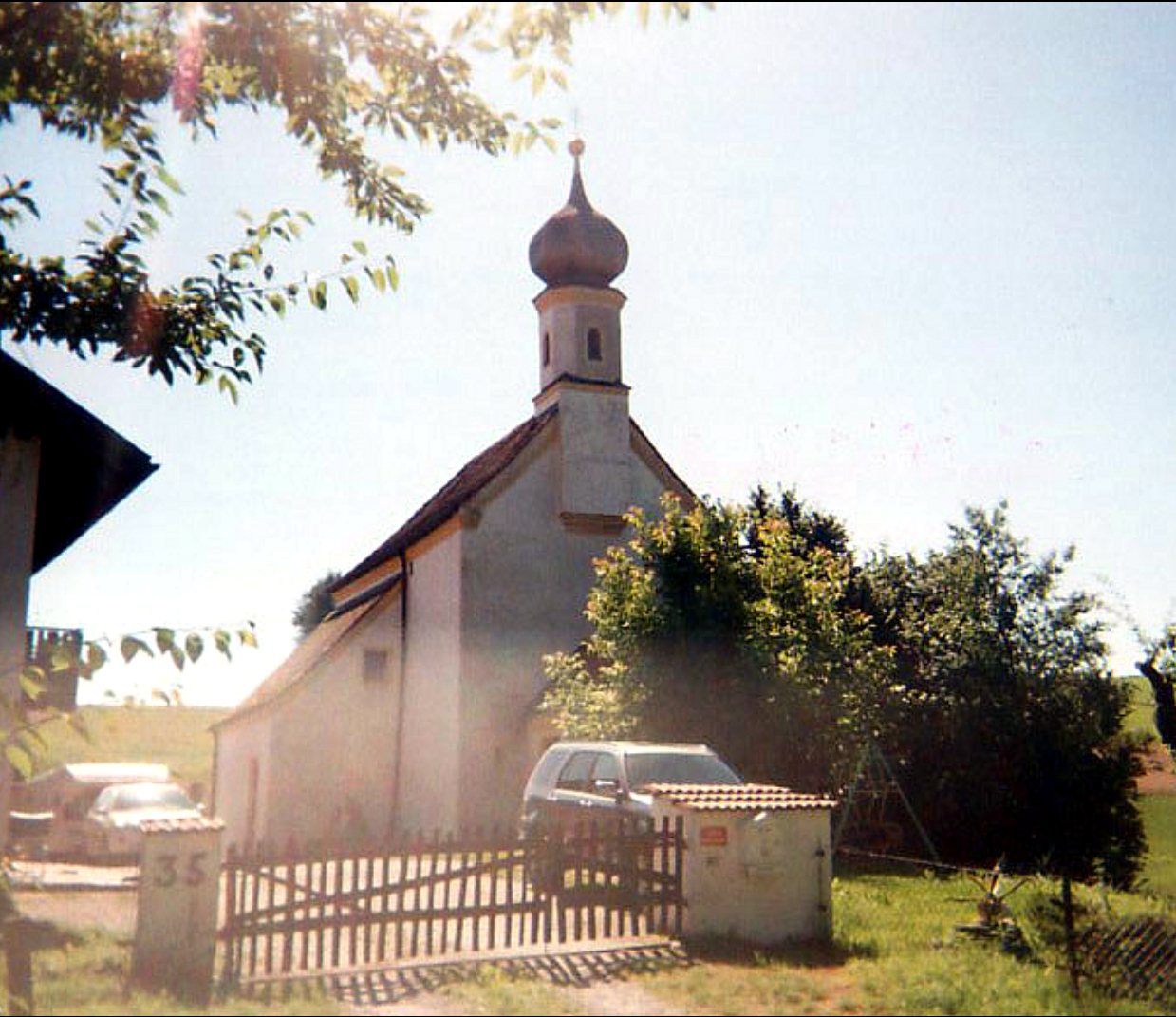
Ehem. Schlosskapelle Steeg

1449 stiftete Ritter Hanns Pfäffinger zum Steeg und Erbmarschall in Bayern das erste Benefizium in der Schlosskapelle Steeg.